# Ќ
Cette page contient des caractères spéciaux ou non latins. S’ils s’affichent mal (▯, ?, etc.), consultez la page d’aide Unicode.
La lettre Ќ (en minuscule ќ) est une lettre de l'alphabet cyrillique utilisée en macédonien et yazgoulami. La lettre est à la 24e position dans l'alphabet macédonien.
Le son représenté par la lettre Ќ est parfois la consonne occlusive palatale sourde /c/, parfois la consonne affriquée alvéolo-palatale sourde (/tɕ/).
Le code Unicode de Ќ est U+040C et celui de la minuscule ќ est U+045C.